# Idioma batanga
El idioma batanga, también llamado bano’o, banoho, banoo, bapuku, noho, nohu, noku, puku es una lengua africana dentro del grupo de las lenguas bantúes. Hablada en zonas costeras de la región continental de Guinea Ecuatorial (Provincia del Litoral: Bapuku a lo largo de la costa central, al sur de Mbini hasta Cabo San Juan) así como zonas costeras de Camerún.
Se considera una lengua estrechamente relacionada con el idioma bubi hablado en la Isla de Bioko, y con el idioma benga, también en Guinea Ecuatorial.

## Dialectos
Bapuku (bapoko, bapuu, naka, puku). Los pukus son un pueblo costero ndowé.
Difiere del batanga de la Región Suroeste en Camerún (Balundu-Bima), y del dialecto Batanga de Caka. 

## Uso del idioma
Tradicionalmente es hablado por pescadores costeros. Todos los bengas y batangas se consideran a sí mismos como Boumba (usan 'mba' para referirse a ellos mismos), y junto con grupos adicionales conforman los Ndowés (los pueblos de playa).
La mayoría de los hablantes de batanga usan también español.